# Ololygon melloi
Ololygon melloi é uma espécie de anfíbio da família Hylidae. Endêmica do Brasil, onde pode ser encontrada na Serra dos Órgãos no estado do Rio de Janeiro.